# Сколубович, Юрий Леонидович
Юрий Леонидович Сколубович (род. 17 мая 1964, Павлодар, СССР) — ректор Новосибирского государственного архитектурно-строительного университета (Сибстрин), член-корреспондент Российской академии архитектуры и строительных наук (РААСН), доктор технических наук, профессор, кавалер ордена «Дружбы», заслуженный эколог Российской Федерации, лауреат премии Правительства Российской Федерации в области науки и техники, Почетный работник высшего профессионального образования Российской Федерации, действительный член (академик) Международной академии наук высшей школы и Международной академии наук экологии и безопасности, действительный член Международного института инженеров-строителей: Chartered Civil Engineer (СЕng), Member of The Institution of Civil Engineers (MICE).

## Биография
Родился в 1964 году в Павлодаре.
В 1986 году окончил Новосибирский инженерно-строительный институт (НИСИ) по специальности «Водоснабжение и канализация».
Является членом ряда советов при Администрации Новосибирской области и мэрии Новосибирска, заместителем председателя докторского диссертационного совета при НГАСУ (Сибстрин), членом президиума Ассоциации строительных вузов, Комитета Союза Строителей России, Российского Союза ректоров и других общественных организаций.
Область научных интересов — теоретические и практические основы создания эффективных и экологически безопасных технологий очистки природных и сточных вод.
Имеет более 300 публикаций, в том числе одиннадцать монографий и четырнадцать патентов РФ. Под его руководством подготовлены и защищены 2 кандидатские и одна докторская диссертации. Является научным руководителем аспирантов и соискателей степени кандидата технических наук.

## Санкции
6 марта 2022 года после вторжения России на Украину подписал письмо в поддержу российской агрессии. С 9 июня 2022 года находится под персональными санкциями Украины за поддержку войны. Также был внесён ФБК в список коррупционеров и разжигателей войны за поддержку нападения на Украину, 16 марта 2022 года форумом свободной России внесён в «Список Путина» и доклад «поджигателей войны» с предложением введения против него международных санкций

## Награды
За заслуги в научно-педагогической деятельности награжден орденом «Дружбы», за заслуги в области охраны окружающей среды и природных ресурсов присвоено звание «Заслуженный эколог РФ», лауреат премии правительства РФ в области науки и техники, Минобрнауки РФ присвоено звание «Почетный работник высшего профессионального образования РФ», награждён знаком отличия Новосибирской области «За укрепление дружбы и согласия», присвоено почетное звание «Заслуженный работник в области охраны окружающей среды Новосибирской области», награжден медалями «За особый вклад в развитие Кузбасса», «За развитие выставочного движения в Кузбассе», медалью и орденом Российского союза строителей «За заслуги в строительстве», медалью РААСН «За полезные труды», медалью МАНЭБ им. Н. Рериха «За достижения в области экологии», почётными грамотами Законодательного собрания Новосибирской области, Администраций Новосибирской и Кемеровской областей, мэрий г. Новосибирска и г. Кемерово, Министерства образования и науки РФ.